# Doce de melancia

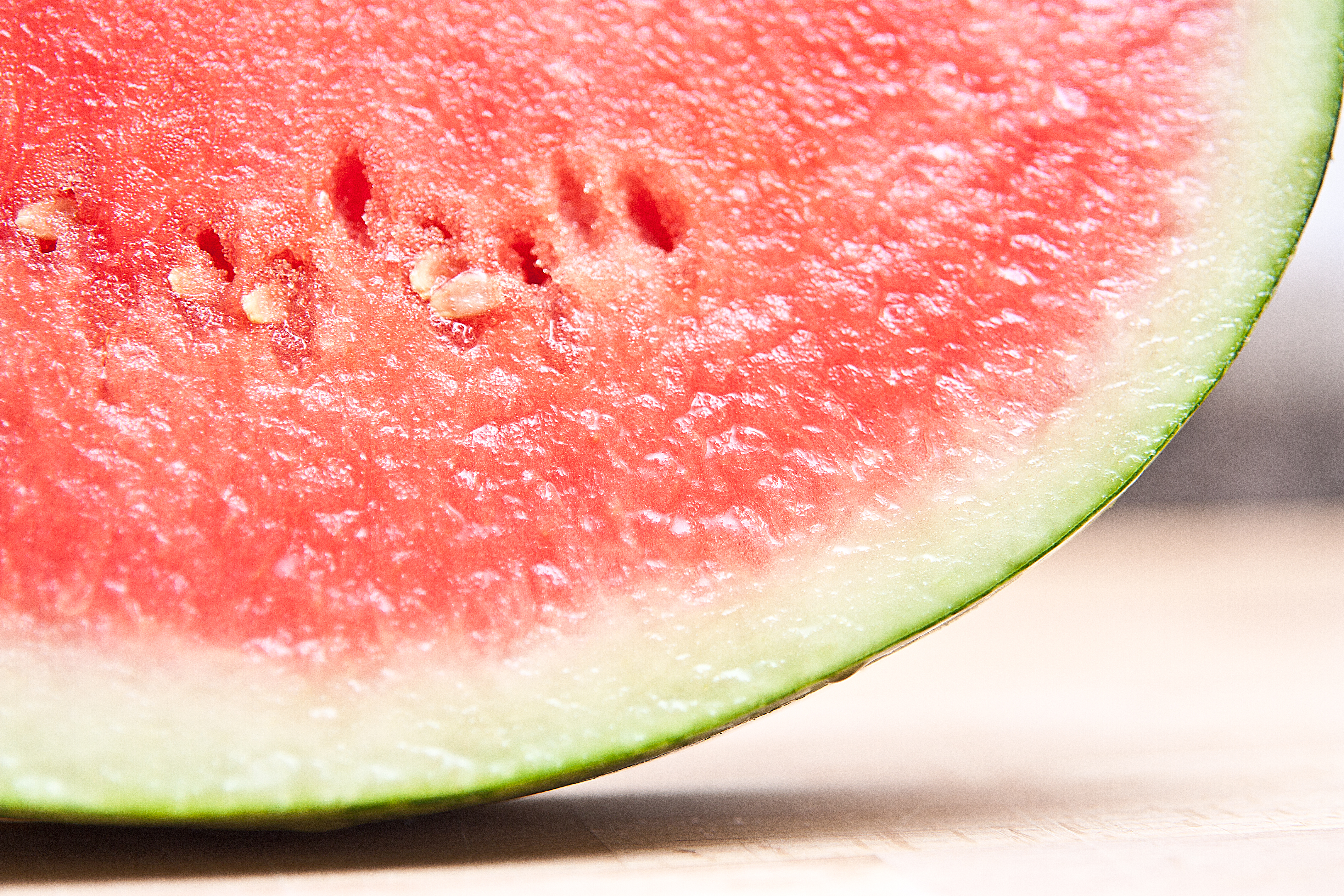
Fotografia em close da entrecasca da melancia

Doce de melancia é um doce típico da culinária brasileira feito a base de açúcar e da entrecasca da melancia, que é a parte branca da casca da fruta. Adicionalmente, pode conter cravo-da-índia, canela ou cardamomo.
Pode ser apresentado na forma doces cremosos ou em calda.